# مردینگن
مردینگن (به آلمانی: Merdingen) یک شهر در آلمان است که در برایگاو-هخشوارتسوالد واقع شده‌است. مردینگن ۲٬۵۷۲ نفر جمعیت دارد.